# Jules Bergeron (géologue)
Pour les articles homonymes, voir Jules Bergeron et Bergeron.
Pierre-Joseph-Jules Bergeron, né le 5 mai 1853 à Paris où il est mort le 27 mai 1919, est un ingénieur des Arts et Manufactures et professeur de minéralogie et de géologie français à l'Ecole Centrale.

## Biographie
Jules Bergeron est le fils de Étienne Jules Bergeron, pédiatre, et de Claire Le Roy-Dufour. Il entre, à vingt ans, à l'Ecole Centrale des Arts et Manufactures. En 1876, il sort  avec le titre d'Ingénieur des Arts et Manufactures et le diplôme de métallurgiste. Docteur ès sciences,  en 1878, il devient préparateur de géologie de la faculté des sciences de Paris, au laboratoire de géologie de la Sorbonne, puis sous-directeur.
En 1881, il se marie avec Antoinette Delvincourt et eurent deux filles, Henriette et Jacqueline. 
En 1884, il entre comme collaborateur adjoint au service de la carte géologique de la France, collaborateur principal en 1891. L'œuvre principale de Bergeron a pour objet l'étude des terrains primaires qu'il décrit sous le nom de Montagne Noire et de Rouergue.
En 1887, Bergeron recueille une contre empreinte d'un minuscule céphalon de trilobite à la surface d'un morceau de schiste, non loin de Ferrals-les-Montagnes. Le moulage de cette empreinte, fait au laboratoire de géologie de la Sorbonne, permet à Munier-Chalmas et à Bergeron de reconnaître un céphalon de conocoryphe, genre caractéristique du cambrien.
En 1890, il est chargé par Hébert et Munier-Chalmas, de faire des conférences sur la géologie aux candidats à l'agrégation des sciences naturelles. 
En 1892, il est nommé pour la première fois vice-président de la Société Géologique de France.
En 1893, il est chargé du cours de minéralogie et de géologie à l'Ecole Centrale des Arts et Manufactures de Paris, jusqu'en 1912, puis de nouveau de 1915 à 1917.
En 1896, il fait une communication, à la Société des Ingénieurs Civils de France, sur l'extension possible des différents bassins houillers français. Il indique notamment qu'il est probable que le bassin de Sarrebruck doit se prolonger jusqu'en Lorraine. Cinq ans plus tard, Marcel Bertrand et Bergeron affirment que la continuité des assises houillères de Sarrebruck vers le Sud-Ouest est certaine, mais il leur semble toutefois que le houiller doit se trouver dans cette partie de la Lorraine à une profondeur qui ne permet pas d'en prévoir l'exploitation.
En 1898, Bergeron reprend, avec Jardel et Picandet, l'étude du bassin de Decazeville, commencée en 1887. La distribution des deltas conduise les auteurs à limiter les régions dans lesquelles ont pu se déposer les alluvions végétales et, par suite, la distributions des couches de houille.
En 1897, il est nommé directeur adjoint du laboratoire de géologie de la faculté des sciences de Paris.

## Œuvres et publications
- Charles Janet et Jules Bergeron, « Excursions géologiques aux environs de Beauvais », Mémoires de la Société académique de l’Oise, vol. 12,‎ 1883, p. 249-273 (lire en ligne).
- Bergeron, Jules, Étude géologique du massif ancien situé au sud du plateau central, Paris, G. Masson, 1889 (lire en ligne).
- Bergeron, J., Jardel et Picandet, « Etude géologique du bassin houiller de Decazeville (Aveyron) », Bull Soc géol de Fr., 3e série,  XXVIII, 1900.
- Bergeron, Jules, Weiss Paul, « Sur l'allure du bassin houiller de Sarrebrück et de son prolongement en Lorraine française », 1905, CR. Ac. Sc, 18 juin 1906.
- Bergeron, Jules, « Remarques au sujet de plaques calcaires d’âge cambrien, provenant de Chine », Bull Soc géol de Fr., 3e série, XXVII, 1908, 442-450.

## Distinctions et reconnaissance

### Décorations françaises
- Chevalier de la Légion d'honneur en 1900[4].

### Prix
- Prix Vaillant, décerné par l'Académie des Sciences, en 1888.
- Prix Viquesnel, délivré par la Société géologique de France, en 1890.
- Grand prix à l'exposition franco-britannique de 1908.
- Grand Prix à l'exposition universelle de Bruxelles de 1910.

## Sociétés savantes et autres organismes

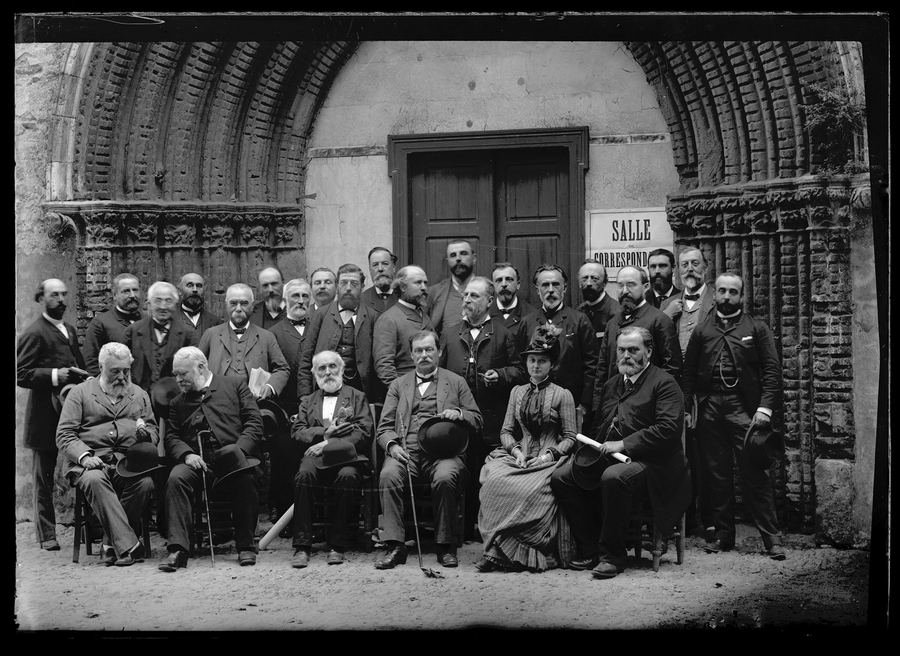
Congrès de l’AFAS à Toulouse, section de géologie, cloître des Jacobins, 29 septembre 1887

- Société Géologique de France,  président en 1898[5].
- Société des Ingénieurs Civils de France, membre en 1880, membre du comité en 1904 et 1906, président de la section des Mines et Métallurgies en 1907, vice-président de la société en 1909 et président en 1910.
- Société d'études scientifiques de l'Aude.
- Œuvre des sanatoriums maritimes pour enfants, fondé par son père, membre en 1902, vice-président en 1919.
- Association Générale des Hygiénistes et Techniciens municipaux[6], membres depuis sa fondation, en 1905, vice-président, en 1917.
- Association française pour l'avancement des sciences.
- Ligue Nationale contre l'Alcoolisme, fondée par son père.
- Membre du jury international des récompenses à l'Exposition universelle de 1900.
- Vice-président du jury de concours des plans de reconstruction des villes et villages détruits, spécialement de celui de la ville de Reims.
- Smithsonian Institution.